# Florian Schulz
Florian Schulz (Greifswald, 21 de enero de 1994) es un deportista alemán que compitió en boxeo. Ganó una medalla de plata en el Campeonato Europeo de Boxeo Aficionado de 2015, en el peso superpesado.

## Palmarés internacional
| Campeonato Europeo | Campeonato Europeo | Campeonato Europeo | Campeonato Europeo |
| Año                | Lugar              | Medalla            | Categoría          |
| ------------------ | ------------------ | ------------------ | ------------------ |
| 2015               | Samokov (Bulgaria) | Medalla de plata   | +91 kg             |